# Pavel Ignatovich
Bản mẫu:Eastern Slavic name
Pavel Gennadyevich Ignatovich (tiếng Nga: Па́вел Генна́дьевич Игнато́вич; sinh ngày 24 tháng 5 năm 1989) là một tiền đạo bóng đá người Nga. Anh thi đấu cho F.K. Tambov.

## Sự nghiệp
Cầu thủ trẻ này được biết đến với tốc độ và khả năng rê bóng, Ignatovich gia nhập Zenit Dự bị năm 2007 lúc 17 tuổi. Anh có màn ra mắt cho đội một vào ngày 20 tháng 8 năm 2009, vào sân với tư cách dự bị trong trận đấu tại UEFA Europa League trước câu lạc bộ Bồ Đào Nha C.D. Nacional de Madeira. Anh ngay lập tức tạo hiệu ứng và ghi bàn, nhưng bị từ chối do việt vị.
Mặc dù hoàn thành với danh hiệu vua phá lưới giải Dự bị năm 2009, anh không được đăng kí vào câu lạc bộ năm 2010.
Vào tháng 7 năm 2010 anh được cho mượn đến câu lạc bộ D1 Khimki đến hết mùa giải.
Vào tháng 7 năm 2012 anh ký bản hợp đồng 2 năm cùng với F.K. Amkar Perm.

## Đời sống cá nhân
Anh là con trai của cựu hậu vệ Zenit Leningrad Gennady Ignatovich.